# Townsendwoelmuis
De townsendwoelmuis (Microtus townsendii) is een zoogdier uit de familie van de Cricetidae. De wetenschappelijke naam van de soort werd voor het eerst geldig gepubliceerd door Bachman in 1839.

## Voorkomen
De soort komt voor in de Verenigde Staten en Canada